# Mainà de Sulawesi
El mainà de Sulawesi (Basilornis celebensis) és una espècie d'ocell de la família dels estúrnids (Sturnidae) que habita boscos i selves de Sulawesi i les properes illes Lembeh, Muna i Butung. El seu estat de conservació es considera de risc mínim.
Rep en diverses llengües el nom de "minà de Cèlebes" (Anglès: Sulawesi Myna. Espanyol: Miná de Célebes).